# Ennearthron pulchellum
Ennearthron pulchellum là một loài bọ cánh cứng trong họ Ciidae. Loài này được Scott miêu tả khoa học năm 1926.